# جیپ هونچو

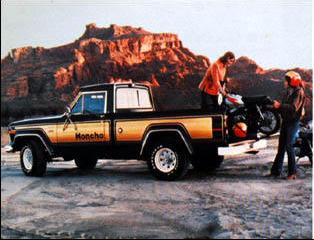

جیپ هونچو (به انگلیسی: Jeep Honcho) خودرویی است که در سال‌های ۱۹۷۶ تا ۱۹۸۳ توسط شرکت خودروسازی جیپ تولید شده‌است. طراحی آن موتور جلو، توزیع نیروی پیشران، چهار چرخ محرک بوده ‌است. 